# Гранторто
Гранторто, Ґранторто (італ. Grantorto, вен. Grantorto) — муніципалітет в Італії, у регіоні Венето, провінція Падуя.
Гранторто розташоване на відстані близько 420 км на північ від Рима, 55 км на захід від Венеції, 25 км на північний захід від Падуї.
Населення — 4721 особа (2014).

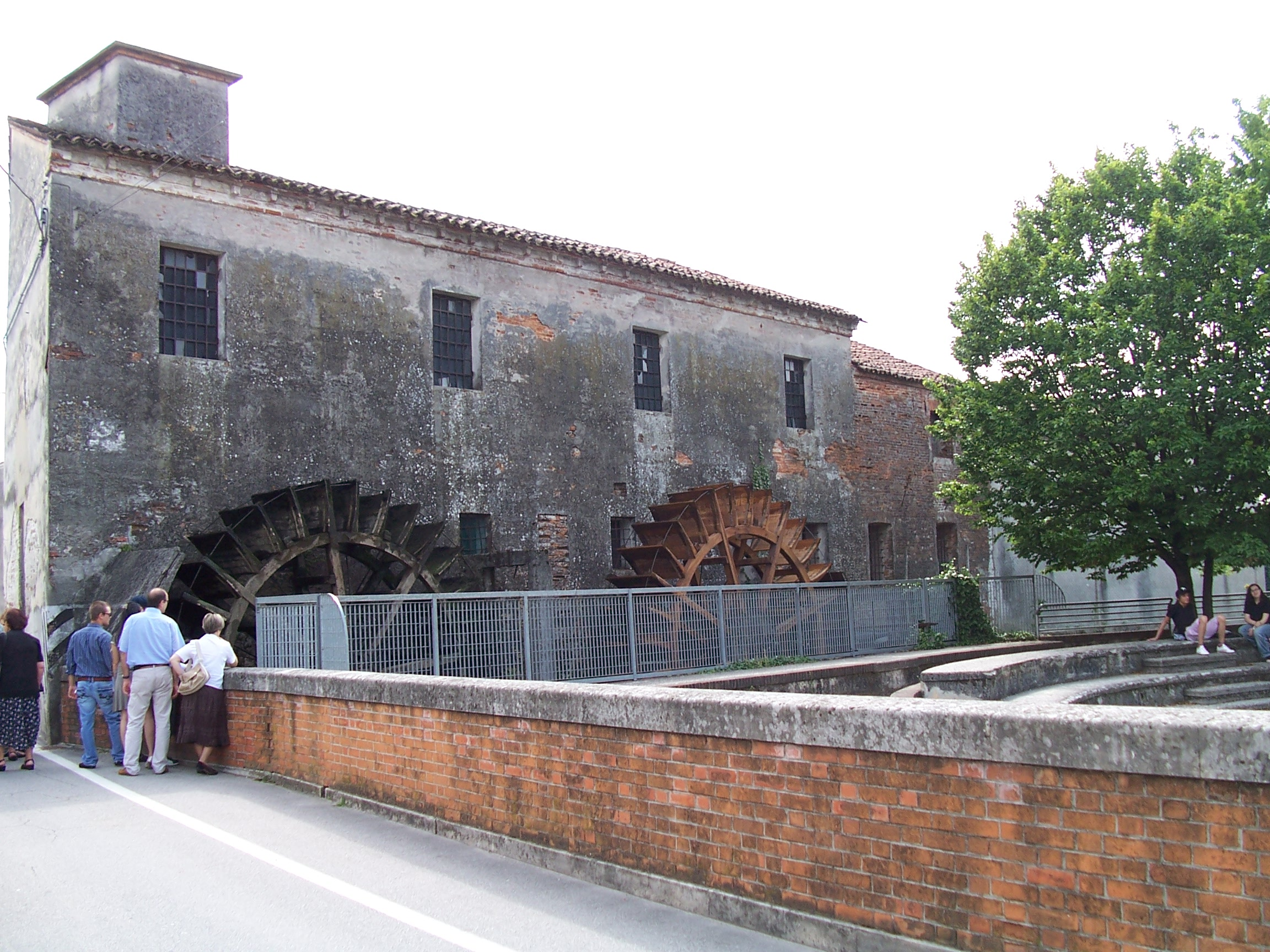

Щорічний фестиваль відбувається 3 лютого. Покровитель — святий Власій.

## Демографія
Населення за роками:

Станом на 1 січня 2023 року в муніципалітеті офіційно проживали 472 іноземці з 31 країни, серед них 155 громадян країн Євросоюзу та 5 громадян України.

## Сусідні муніципалітети
- Карміньяно-ді-Брента
- Фонтаніва
- Гаццо
- П'яццола-суль-Брента
- Сан-Джорджо-ін-Боско
- Сан-П'єтро-ін-Гу